# サンドロ・メンデス
サンドロ・ミゲル・ラランジェイラ・メンデス（Sandro Miguel Laranjeira Mendes, 1977年2月4日 - ）は、ポルトガル・ピニャル・ノーヴォ出身の元カーボベルデ代表の元サッカー選手、サッカー指導者である。ポジションはMF。カーボベルデ系ポルトガル人。カーボベルデとポルトガルの両方のパスポートを所持している。
プロキャリアの殆どを3度に渡り在籍したヴィトーリア・セトゥーバルで過ごし、生まれ育ったポルトガル国内のトップカテゴリーでは9シーズンで195試合6得点を記録した。

## 経歴

### クラブ
ポルトガルのピニャル・ノーヴォで生まれたサンドロは、ヴィトーリア・セトゥーバルでキャリアを始め1部でプレーしていたが、スペイン2部のエルクレスCFに移籍し2シーズン半を過ごした。
1999年1月にローンで1部のビジャレアルCFに加入するも同シーズンでチームは降格し、サンドロは半年で出場2試合に終わった。翌シーズンは2部のUDサラマンカに在籍した。
3シーズン過ごしたスペインを去り古巣ヴィトーリア・セトゥーバルに復帰。2度目の在籍となったヴィトリアでも5シーズンに渡りレギュラーを務め、2005-06シーズンに同リーグの強豪FCポルトに加入したが、公式戦の出場はなくトルコのマニサスポルに2006年1月まで貸し出された。その後、再び古巣ヴィトーリア・セトゥーバルに復帰した。
2009-10シーズンは降格の危機にあったが、2010年3月14日に残留争いをしているレイションイスSCとの直接対決を2-1の勝利で制するなど、26試合1得点と主力として残留に貢献。シーズン終了後、33歳となったサンドロは再びスペインの地を踏み、3部のADセウタに数人の同胞と共に加入。1シーズン後にポルトガルに戻り2部のナヴァルと契約し、シーズン終了後に引退した。

### 代表
2002年からカーボベルデ代表に招集されている。2006年の2006 FIFAワールドカップ・アフリカ予選では5試合に出場した。

## 所属クラブ
- ヴィトーリアFC 1995-1996
- エルクレスCF 1997-1999

→ ビジャレアルCF (loan) 1999
- UDサラマンカ 1999-2000
- ヴィトーリアFC 2000-2005
- FCポルト 2005

→ マニサスポル (loan) 2005
- ヴィトーリアFC  2005-2010
- ADセウタ（スペイン語版）2010-2011
- アソシアソン・ナヴァル1º・ダ・マイオ2011-2012